# Olveda
Olveda (llamada oficialmente Santa María de Olveda) es una parroquia española del municipio de Antas de Ulla, en la provincia de Lugo, Galicia.

## Organización territorial
La parroquia está formada por siete entidades de población, constando seis de ellas en el nomenclátor del Instituto Nacional de Estadística español:
- A Ermida
- Eirexe (A Eirexe)
- Escrita (A Escrita)
- Fondevila
- Gondoriz
- Puzos
- Sendín

## Demografía
| Gráfica de evolución demográfica de Olveda entre 2000 y 2019 |
|                                                              |
| Datos según el nomenclátor publicado por el INE.             |